# Бернгард фон Лангенбек
Бернгард Рудольф Конрад фон Лангенбек (нім. Bernhard Rudolf Konrad von Langenbeck; 9 листопада 1810, Падінгбюттель, Німеччина — 29 вересня 1887, Вісбаден, Німеччина) — видатний німецький хірург XIX століття. Племінник і учень хірурга і офтальмолога Конрада Йоганна Мартіна Лангенбека.

## Біографія
Бернгард фон Лангенбек — учитель Есмарха, Більрота, Кренлейна, Тірша, Гурльта і інших, племінник Конрада Іоанна Лангенбека (1810—1887), вивчав медицину в Геттінгені, де в 1835 році отримав ступінь доктора медицини за дисертацію «De retinae structura penitiore», після чого з науковими цілями відвідав Францію і Англію. З 1836 року в Геттінгені. В цей час надрукував декілька творів про оперативне лікування звичних судом пальців, заїкання підшкірним перетином м'язів і сухожиль; про безпосереднє загоєння ран шляхом захисту їх від зовнішнього повітря та ін. Професор хірургії в Геттінгені, Кілі, потім в Берліні. Тут його учнями і помічниками надруковані численні повідомлення з його клініки; сам же він оприлюднив декілька статей про підшкірний розтинах кісток, про пластичні операції (ринопластица) та інші. З 1860 видавав, разом з Більротом і Гурльтаром, понині існуючий «Архів клінічної хірургії». З 1864 року він брав активну участь в організації військово-медичної частини під час воєн Данії, Австрії та Франції і результати своїх повчальних спостережень опублікував у ряді творів, він же перший опублікував випадок повного видалення гортані, про ампутацію мови термокаутером і ін. В 1872 році започаткував німецьке хірургічне суспільство, якого довгий час був головою.